# 로스 세타스

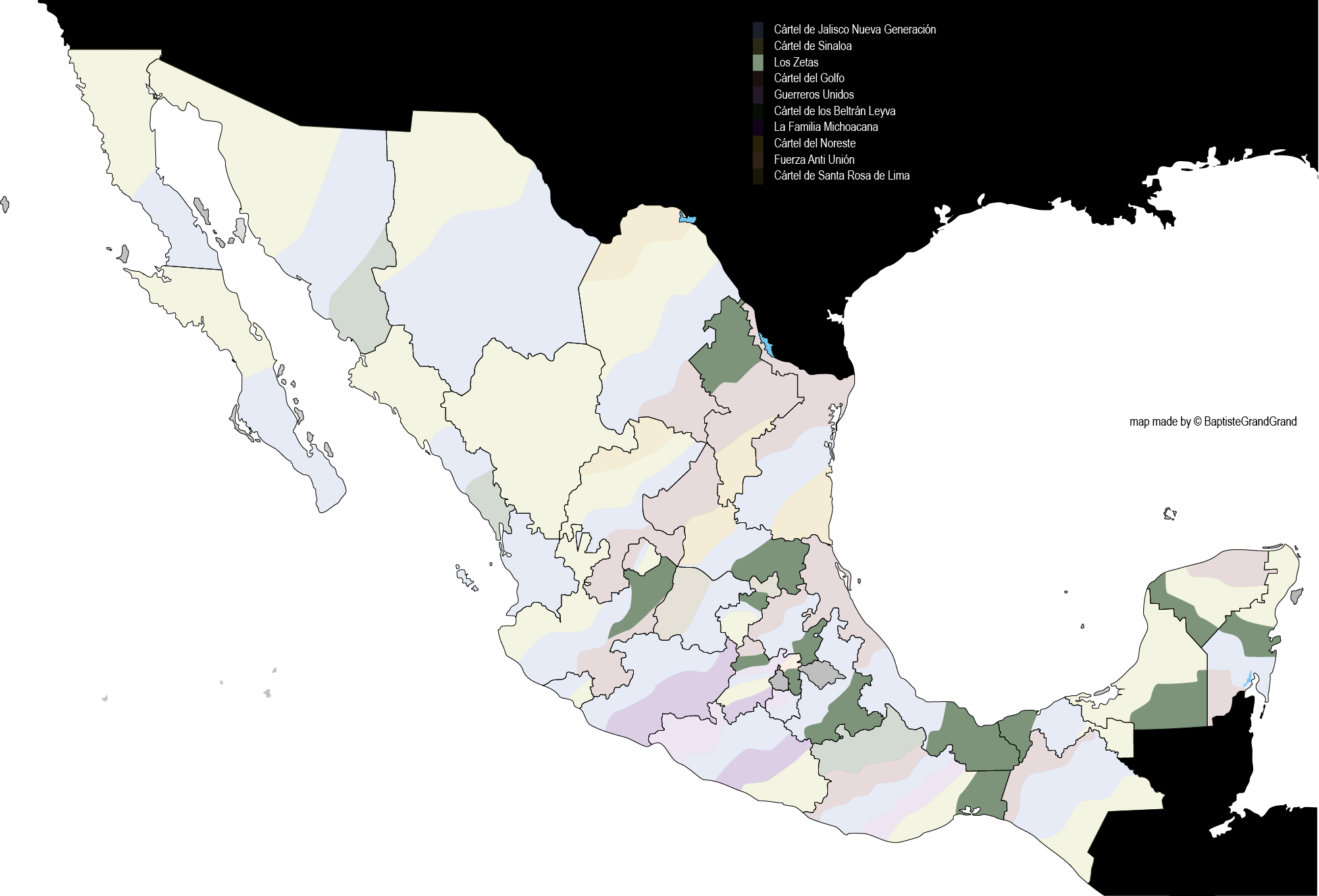
녹색이 로스 세타스이다.

로스 세타스(Los Zetas, 발음: [los ˈsetas], 스페인어: "The Zs")는 멕시코의 범죄 조직으로, 멕시코 마약 카르텔 중 가장 위험한 조직 중 하나로 알려져 있다. 이들은 참수, 고문, 무차별 살인 등 잔혹하고 폭력적인 '충격과 공포' 전술을 펼치는 것으로 알려져 있다. 주로 마약 밀매에 관심을 갖고 있는 이 조직은 수익성 있는 성매매와 총기 난사도 운영했다. 로스 세타스는 또한 보호 라켓, 암살, 강탈, 납치 및 기타 불법 활동을 통해 운영되었다. 이 조직은 텍사스 주 라레도 국경 바로 건너편에 있는 타마울리파스 주 누에보 라레도에 기반을 두고 있었다. 로스 세타스의 기원은 1990년대 후반으로 거슬러 올라간다. 당시 멕시코 군대의 특공대원들은 그들의 대열을 버리고 걸프 카르텔(Gulf Cartel)의 집행 기관으로 일하기 시작했다. 2010년 2월, 로스 세타스는 해체되어 걸프 카르텔과 경쟁하는 자체 범죄 조직을 구성했다.
이들은 한때 지리적 존재 측면에서 멕시코에서 가장 크고 가장 광대한 마약 카르텔이었으며, 물리적 영토에서는 라이벌인 시날로아 카르텔을 능가했다. 그러나 2010년대 중반/후반부터 로스 세타스는 분열되어 영향력이 감소했으며 대부분의 세력이 지역 야당에 흡수되거나 제거되었다.

## 같이 보기
- 마약밀매
- 멕시코 마약 전쟁
- 마약과의 전쟁